# Bembidion sordidum
Bembidion sordidum är en skalbaggsart som beskrevs av Kirby. Bembidion sordidum ingår i släktet Bembidion och familjen jordlöpare. Inga underarter finns listade i Catalogue of Life.